# فرانك إي. بيتي
فرانك إي. بيتي (بالإنجليزية: Frank E. Beatty)‏ هو ضابط أمريكي، ولد في 26 نوفمبر 1853 في أزتالان في الولايات المتحدة، وتوفي في 16 مارس 1926 في تشارلستون في الولايات المتحدة.